# Ria de la Corunya

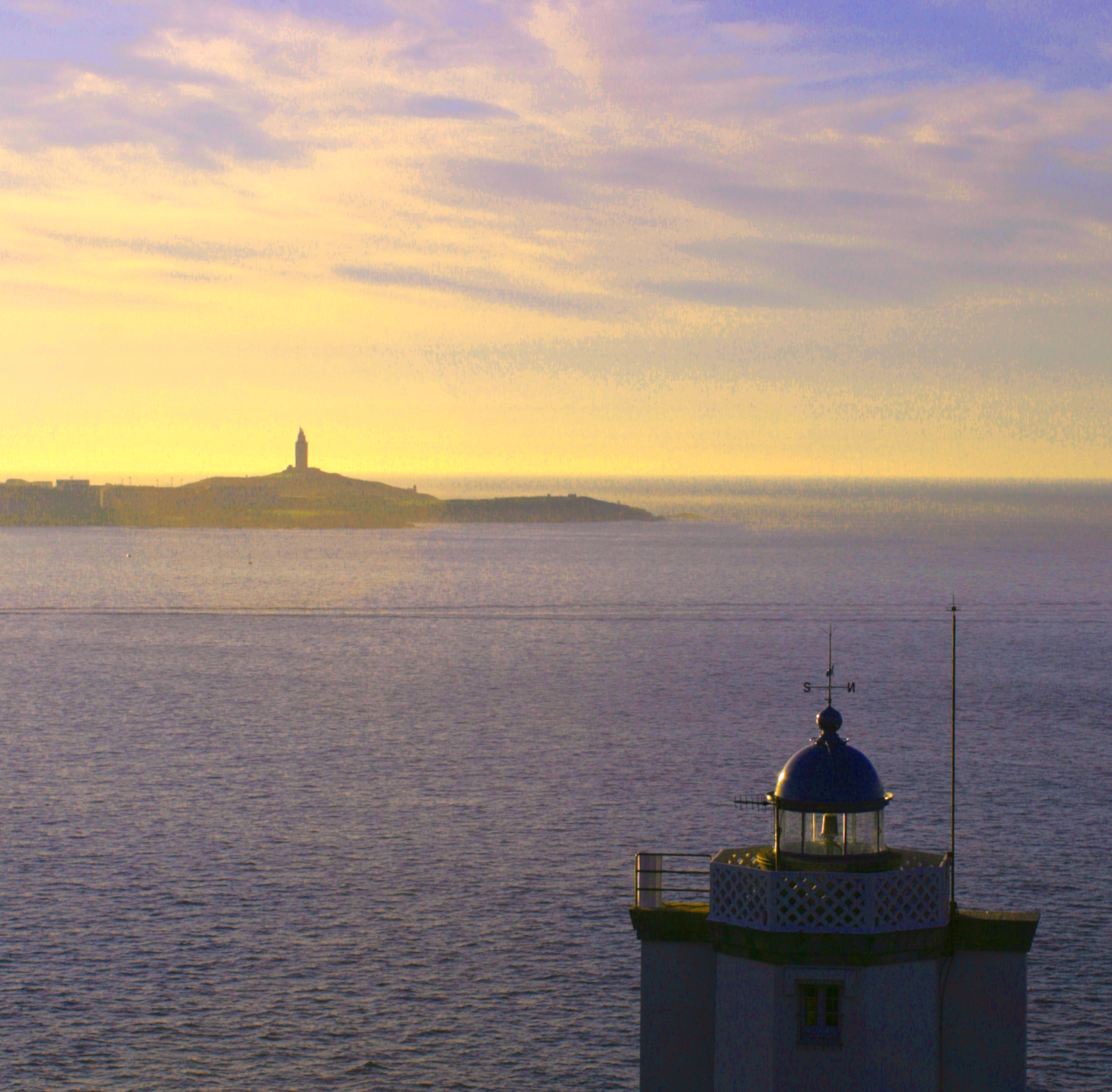
Vista de la ria des d'Oleiros amb la Torre d'Hèrcules al fons.

La ria de la Corunya o ria d'O Burgo és una ria de la província de la Corunya, a Galícia. Forma part de les Rías Altas i es troba entre la ria de Corme i Laxe i la ria de Betanzos. Està formada per la desembocadura del riu Mero i banya les costes dels municipis de la Corunya, Oleiros, Culleredo i Cambre.
De vegades s'utilitza el terme ria de la Corunya per referir-se a la part de la ria situada entre el pont d'A Pasaxe i el mar, i el terme ria d'O Burgo per referir-se a la part situada entre aquest pont i el riu Mero.
A l'interior de la ria hi trobem les instal·lacions del port de la Corunya.

## Galeria d'imatges

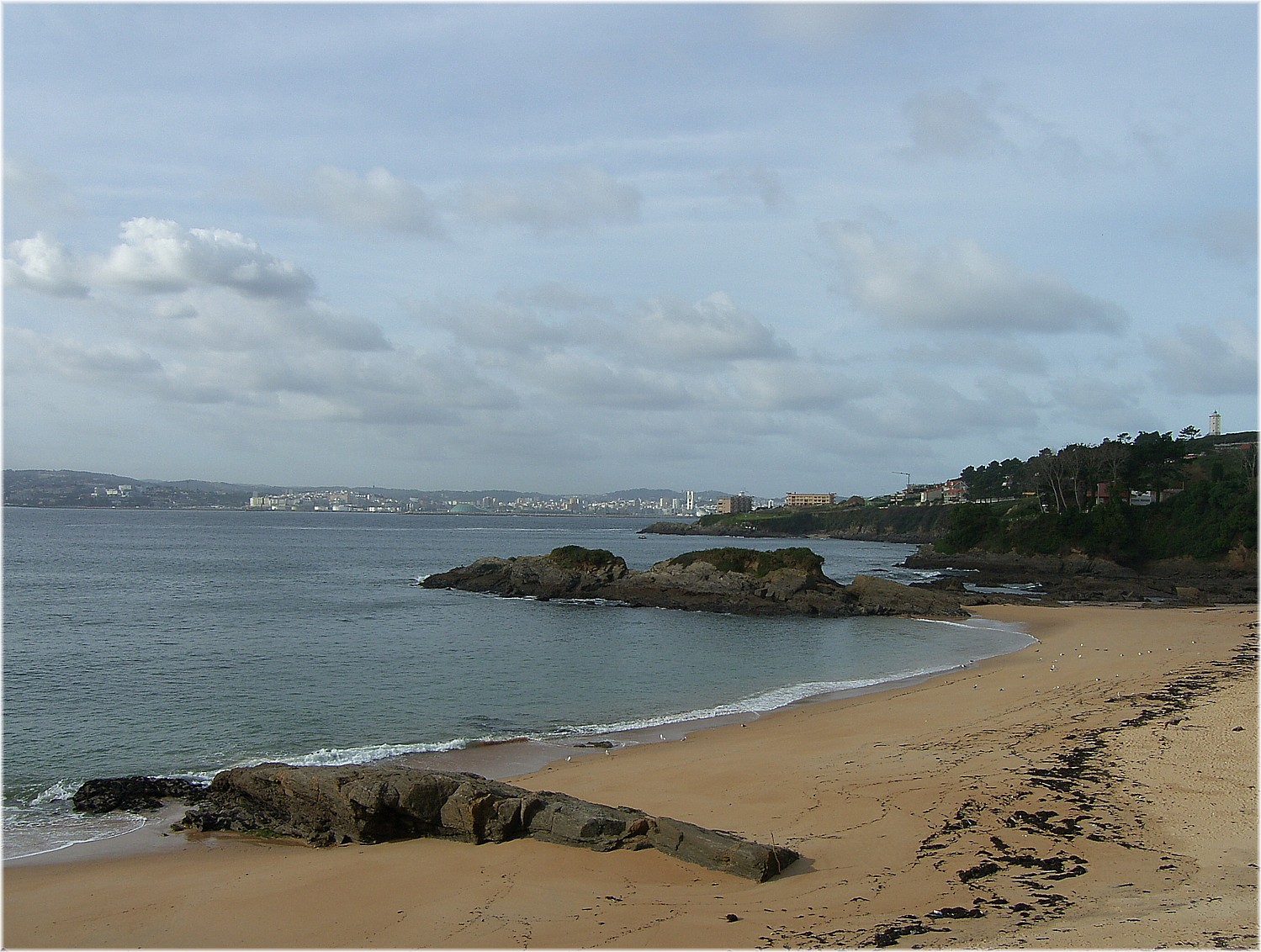
Platja d'Espiñeiro
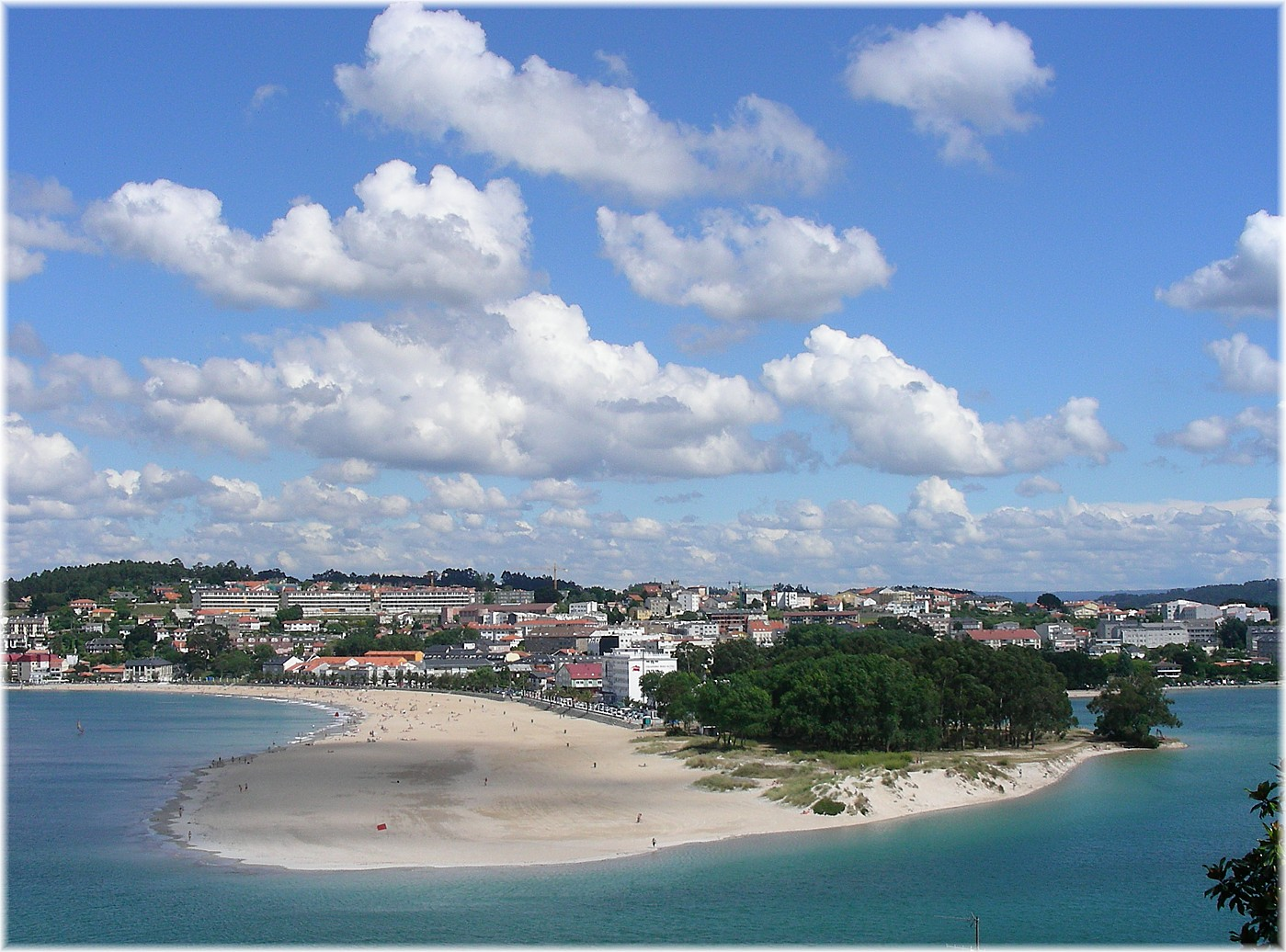
Perillo i platja de Santa Cristina
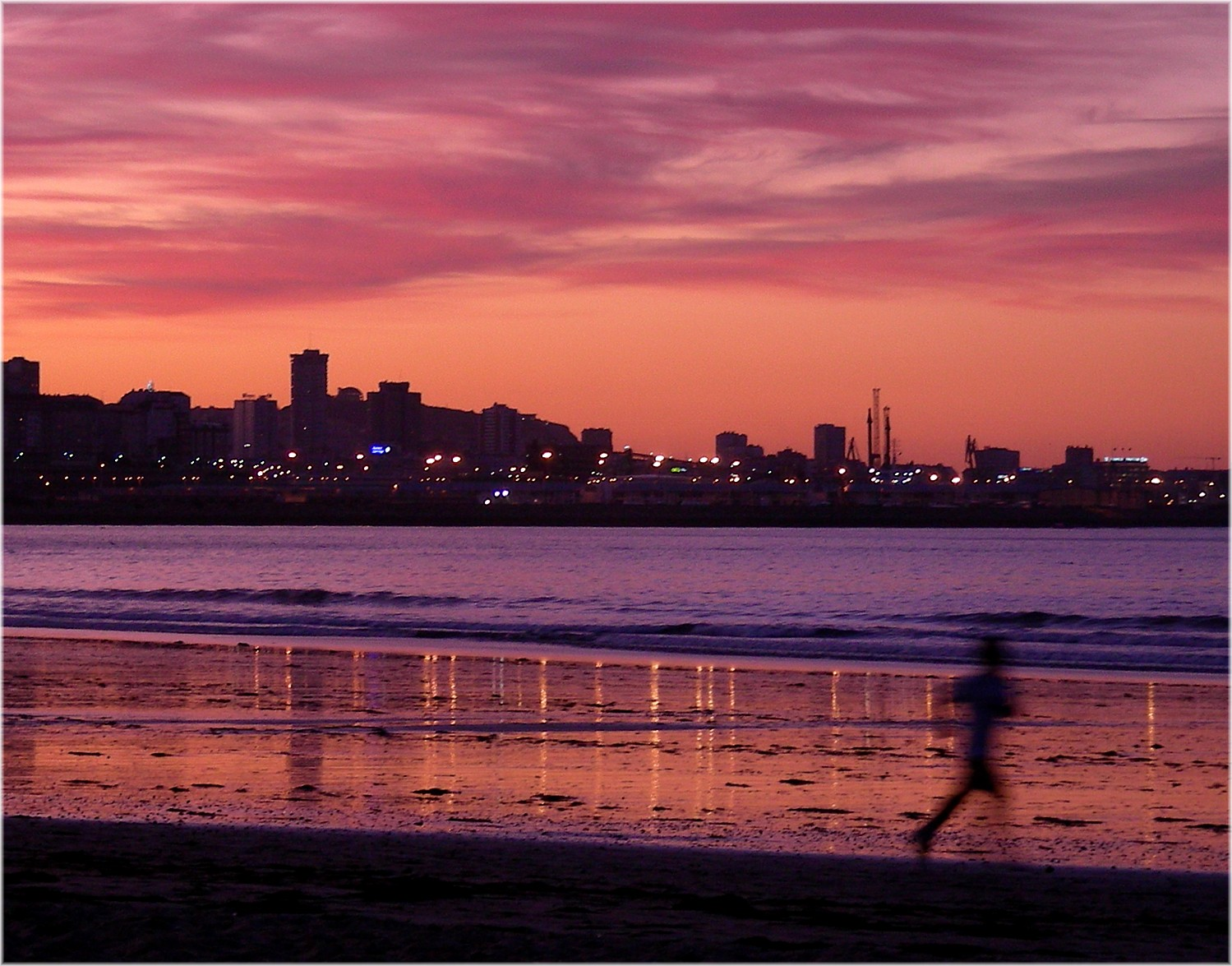
La Corunya des de la platja de Bastiagueiro
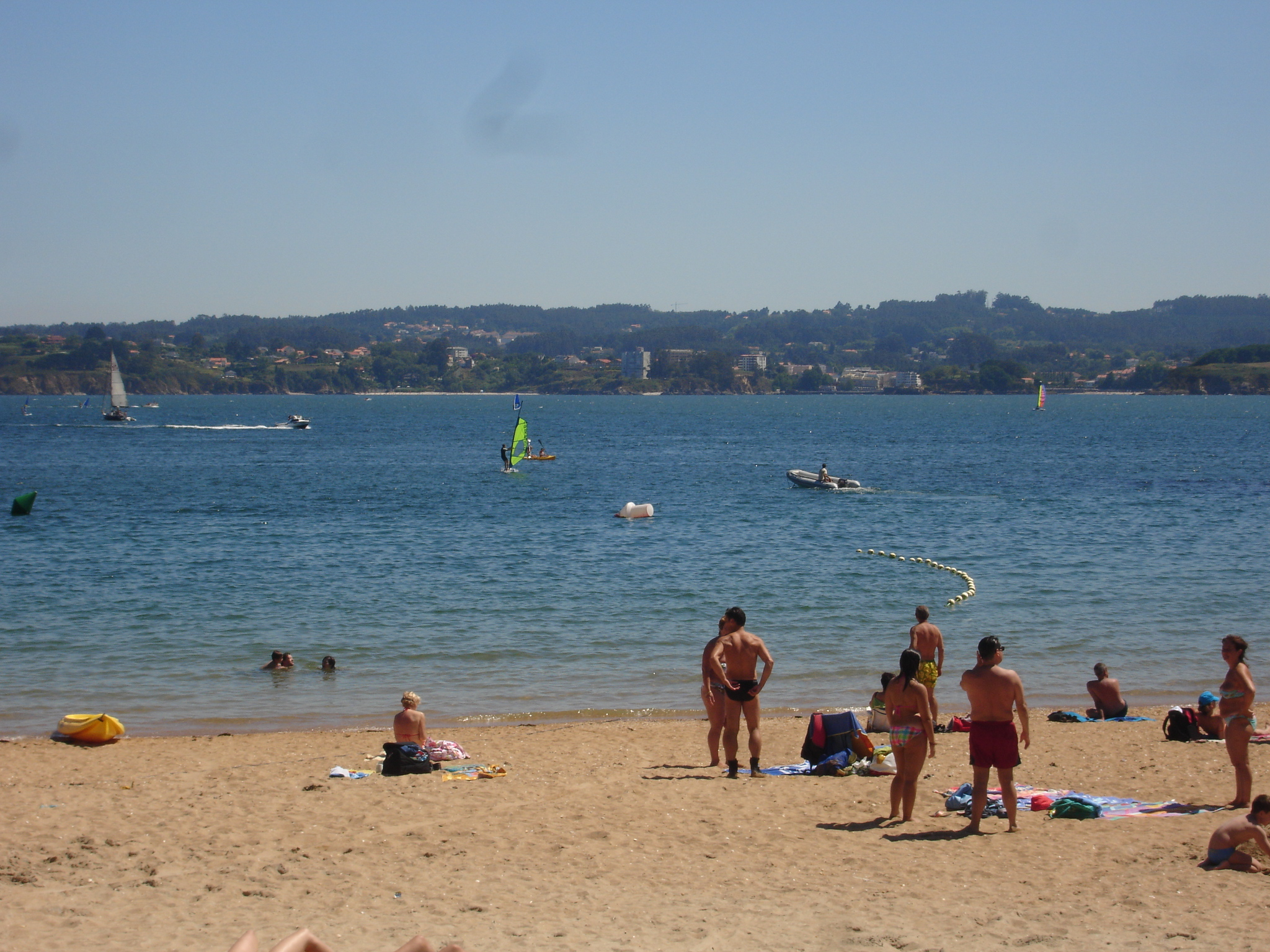
Platja d'Oza